# Constantin Manolache (Titi)
Constantin Manolache (Titi) (n. 14 august 1924, Comana, România – d. iulie 2004, București, România) a fost un ofițer de aviație român, primul Maestru Emerit al Sportului Aviatic și singurul Antrenor Emerit din România.

## Educație
A absolvit Liceul „Ion Maiorescu” din Giurgiu cu diplomă de bacalaureat științific în 1944. În același an a debutat ca elev pilot în cariera aviatică. În 1946 a absolvit Școala Militară de Ofițeri de Aviație. După aceea, și-a continuat pregătirea la școala de instructori de aviație, școala comandanți de escadrilă, școala comandanți de regiment, urmate de un stagiu de școlarizare la fabrica Britten-Norman din Anglia pentru licența de pilot recepționer al avioanelor BN 2 Islander.

## Carieră
În perioada 1952-1978 și-a desfășurat activitatea în cadrul industriei aeronautice române, cu funcția de pilot recepționerr.
A format și antrenat „Patrula aeriană” a României cu patru avioane Zlin 50, care au zburat în formație „romb” și au executat toate figurile acrobației la joasă înălțime. Această formație a evoluat în țară și la toate mitingurile aeriene organizate în Europa în perioada 1989-1994. În calitate de pilot recepționer de fabrică, a încercat și omologat 14 prototipuri de avioane sportive și utilitare, printre care și un hidroavion, toate fabricate în România. Din 1977 până în 2003 a fost antrenor principal al lotului național de piloți acrobați, deși în cadrul organigramei aviației sportive nu era menționată funcția de antrenor și prin urmare, nu a fost remunerat pentru activitatea sa.
Și-a început activitatea în aviația sportivă în 1952, fiind numit comandant al Școlii de formare de piloți instructori sportivi. Apoi a fost numit comandant al Școlii de pilotaj Râmnicu-Sărat (1954-1958) și Comandant de Aeroclub la Roman (1958-1960) și la București (1960-1962). În toată această perioadă a contribuit la perfecționarea piloților sportivi în vederea realizării unei tehnici de pilotaj avansate, pentru obținerea de recorduri și performanțe.
În cadrul perfecționării tehnicii de pilotaj a introdus zborul instrumental și zborul de noapte. Pentru prima dată după cel de-al doilea război mondial, au fost reluate legăturile cu Federația Aeronautică Internațională, precum și legăturile cu aerocluburile țărilor vecine, pentru pregătirea piloților sportivi. A obținut prin transfer de la aviația militară avioane de înaltă performanță IAK-11 și IAK-18. A organizat și executat, cu instructorii de zbor și cu piloții sportivi, primele recorduri naționale (după 1944) la zborul cu motor: 9 recorduri, dintre care 2 îi aparțin (viteza de tronson de 500 de km și timp de urcare la 5000 m). A ajutat la realizarea recordurilor de parașutism, de aterizare la punct fix, individual și în grup, prin zborurile cu avionul AN-2 la diferite înălțimi, ziua și noaptea, ceea ce a dus la obținerea unor recorduri mondiale de aterizare la punct fix „0” m la parașutism. Între 1959-1962 a antrenat piloți sportivi pentru executarea a 35 de mitinguri aviatice pe teritoriul României. La aceste mitinguri a și participat în calitate de pilot de înaltă acrobație aeriană pe avioane Büker Jungmeister și a introdus figuri de înaltă valoare a tehnicii de pilotaj.
A făcut parte din Comisia Internațională de Acrobație Aeriană a FAI în perioada 1978-1990.
În 1999, împreună cu o delegație a Aeroclubului Român, a fost în Germania la recepționarea a șase aparate EXTRA 300 L, avioane speciale pentru acrobații la mare altitudine. După aducerea acestora în țară, în calitate de antrenor principal al școlii de înaltă acrobație, a instruit 12 piloți sportivi pe acest tip de avion, pe care el însuși, la vârsta de 75 de ani, l-a prezentat în zbor oficialităților române.
Constantin Manolache, în 59 de ani de activitate, a acumulat 25.800 de ore de zbor ca pilot pe 85 de tipuri de avioane, având și 21 de aterizări forțate, plus activitate de planorism și parașutism.
A decedat în vara anului 2004, la Spitalul „Sf. Ioan” din București, în urma unei insufuciențe organice multiple. A fost înnormântat la Cimitirul Bellu din București, iar la ceremonia funerară a participat Lotul Național de Acrobație cu patru avioane Extra 300 L.

### Tipuri de avioane pe care a zburat
- Klemm 25, Klem 35, Filet 10 G
- Nardy
- IAR 80, Messershmit 109
- YAK 11, YAK 18
- Buker Jungmeister, MR2, Aero 45, METASOKOL
- Elicopter MI 4, KA 26
- IAR 813, IAR 817, IAR 818, IAR 821, IAR 822, IAR 923, IAR 824, IAR 927
- IS 23, IS 24
- Zlin 226, Zlin 381, Zlin 526, Zlin 526AFS, Zlin 726, Zlin 142, Zlin 50 LA și LS, AN 2, Extra 300 L

## Performanțe și recunoaștere
A obținut trei titluri de campion național la zborul cu motor, trei recorduri naționale, opt recorduri mondiale de „viteză pe parcurs”, locul trei „Manșa de argint” și „Cupa de cristal” la „Raliul Dunării” în 1969 și locul doi la Raliul Mării Egee. De asemenea, i-a fost acordat calificativul excepțional la peste 50 de mitinguri aeriene internaționale la care a executat exerciții spectaculoase de acrobație aeriană.
În calitate de antrenor emerit al lotului național, a obținut locurile din prima treime a clasamentului general la patru campionate mondiale, trei campionate europene, opt campionate internaționale și ocuparea locurilor 1-5 la cinci campionate balcanice.
Constantin Manolache a fost Primul Maestru Emerit al Sportului Aviatic din România și Antrenor Emerit. A fost decorat cu Ordinul „Virtutea aeronautică” în grad de Cavaler cu însemn pentru civili în 2003, de către Președintele României din acea perioadă, Ion Iliescu.
A primit numeroase premii și diplome pentru recordurile obținute, inclusiv Diploma de Onoare pentru educație fizică și sport.
În ianuarie 1966, la München, în cadrul celei de-a 58-a conferințe generale a Federației Aeronautice Internaționale, i s-a acordat Dipolma „Paul Tisander”.